# Liste der Baudenkmale in Lüneburg – Bleckeder Landstraße
In der Liste der Baudenkmale in Lüneburg – Bleckeder Landstraße sind Baudenkmale in der Bleckeder Landstraße in der niedersächsischen Stadt Lüneburg aufgelistet. Die Quelle der IDs und der Beschreibungen ist der Denkmalatlas Niedersachsen. Der Stand der Liste ist der 30. Dezember 2021.

## Allgemein
In den Spalten befinden sich folgende Informationen:
- Lage: die Adresse des Baudenkmales und die geographischen Koordinaten. Kartenansicht, um Koordinaten zu setzen. In der Kartenansicht sind Baudenkmale ohne Koordinaten mit einem roten Marker dargestellt und können in der Karte gesetzt werden. Baudenkmale ohne Bild sind mit einem blauen Marker gekennzeichnet, Baudenkmale mit Bild mit einem grünen Marker.
- Bezeichnung: Bezeichnung des Baudenkmales
- Beschreibung: die Beschreibung des Baudenkmales. Unter § 3 Abs. 2 NDSchG werden Einzeldenkmale und unter § 3 Abs. 3 NDSchG Gruppen baulicher Anlagen und deren Bestandteile ausgewiesen.
- ID: die Objekt-ID des Baudenkmales
- Bild: ein Bild des Baudenkmales, ggf. zusätzlich mit einem Link zu weiteren Fotos des Baudenkmals im Medienarchiv Wikimedia Commons. Wenn man auf das Kamerasymbol klickt, können Fotos zu Baudenkmalen aus dieser Liste hochgeladen werden:

## Baudenkmale
| Lage                                               | Bezeichnung                       | Beschreibung                                                         | ID       | Bild |
| -------------------------------------------------- | --------------------------------- | -------------------------------------------------------------------- | -------- | ---- |
| Bleckeder Landstraße 1 53° 15′ 5″ N, 10° 25′ 17″ O | Doppelwohnhaus                    |                                                                      | 30660901 |      |
| Bleckeder Landstraße 3 53° 15′ 5″ N, 10° 25′ 17″ O | Doppelwohnhaus                    |                                                                      | 30663289 |      |
| Bleckeder Landstraße 53° 15′ 18″ N, 10° 26′ 46″ O  | Theodor-Körner-Kaserne Gebäude 11 | Kasino Die Theodor-Körner-Kaserne wurde in den 1930er Jahren erbaut. | 30686442 | BW   |
| Bleckeder Landstraße 53° 15′ 9″ N, 10° 26′ 52″ O   | Theodor-Körner-Kaserne Gebäude 20 | Stabsgebäude                                                         | 30686442 | BW   |
| Bleckeder Landstraße 53° 15′ 7″ N, 10° 26′ 53″ O   | Theodor-Körner-Kaserne Vorfahrt   |                                                                      | 30644009 | BW   |
| Bleckeder Landstraße 53° 15′ 3″ N, 10° 27′ 19″ O   | Theodor-Körner-Kaserne Halle 1    | Hangar                                                               | 30686784 | BW   |
| Bleckeder Landstraße 53° 15′ 6″ N, 10° 27′ 24″ O   | Theodor-Körner-Kaserne Gebäude 42 | Heizwerk                                                             | 30686728 | BW   |
| Bleckeder Landstraße 53° 15′ 15″ N, 10° 27′ 35″ O  | Theodor-Körner-Kaserne Gebäude 46 | Mannschaftsunterkunft                                                | 30686582 | BW   |
| Bleckeder Landstraße 53° 15′ 2″ N, 10° 27′ 25″ O   | Theodor-Körner-Kaserne Gebäude 48 | Tower                                                                | 30644123 | BW   |
| Bleckeder Landstraße 53° 15′ 16″ N, 10° 27′ 39″ O  | Theodor-Körner-Kaserne Gebäude 49 | Mannschaftsunterkunft                                                | 30686645 | BW   |
| Bleckeder Landstraße 53° 15′ 15″ N, 10° 27′ 39″ O  | Theodor-Körner-Kaserne Gebäude 50 | Mannschaftsunterkunft                                                | 30686603 | BW   |
| Bleckeder Landstraße 53° 15′ 16″ N, 10° 27′ 43″ O  | Theodor-Körner-Kaserne Gebäude 51 | Mannschaftsunterkunft                                                | 30686624 | BW   |
| Bleckeder Landstraße 53° 15′ 20″ N, 10° 27′ 41″ O  | Theodor-Körner-Kaserne Gebäude 52 | Mannschaftsunterkunft                                                | 30686666 | BW   |
| Bleckeder Landstraße 53° 15′ 15″ N, 10° 27′ 32″ O  | Theodor-Körner-Kaserne Gebäude 58 | Mannschaftsunterkunft                                                | 30686559 | BW   |